# Janusia
Janusia is een monotypisch geslacht van spinnen uit de  familie van de Ctenidae (kamspinnen).

## Soort
- Janusia muiri Gray, 1973